# Traffic Management Finland
Le groupe de gestion du trafic de Finlande (anglais : Traffic Management Finland Group, sigle TMFG) est une  entreprise publique sous la direction du Ministère des Transports et des Communications finlandais créé le 1er janvier 2019.

## Présentation
TMFG contrôle et gère le trafic terrestre, aérien et maritime. Il fournit des informations sur le trafic qui aident les entreprises à créer de nouvelles solutions de circulation et de mobilité intelligente pour les personnes et les marchandises.
TMFG met en œuvre des services intelligents de contrôle et de gestion du trafic, fournit des informations en temps réel sur la circulation avec l'objectif d'améliorer la sécurité et la fluidité de la circulation et de contribuer à la réduction des émissions de gaz a effet de serre.

## Filiales
Les filiales de TMFG sont:
- Finrail est responsable du contrôle et de la gestion du trafic ferroviaire
- Intelligent Traffic Management Finland Ltd (ITM Finland) est responsable du contrôle et de la gestion du trafic routier
- Vessel Traffic Services Finland (VTS Finland) est responsable du contrôle du trafic maritime
- Air Navigation Services Finland (ANS Finland) est responsable de la navigation aérienne